# Flatwoods (Virgínia de l'Oest)
Flatwoods és una població dels Estats Units a l'estat de Virgínia de l'Oest. Segons el cens del 2000 tenia 348 habitants.

## Demografia
Segons el cens del 2000, Flatwoods tenia 348 habitants, 146 habitatges, i 102 famílies. La densitat de població era de 126,8 habitants per km².
Dels 146 habitatges en un 29,5% hi vivien nens de menys de 18 anys, en un 58,2% hi vivien parelles casades, en un 8,9% dones solteres, i en un 29,5% no eren unitats familiars. En el 26% dels habitatges hi vivien persones soles el 13% de les quals corresponia a persones de 65 anys o més que vivien soles. El nombre mitjà de persones vivint en cada habitatge era de 2,38 i el nombre mitjà de persones que vivien en cada família era de 2,89.
Per edats la població es repartia de la següent manera: un 24,1% tenia menys de 18 anys, un 5,2% entre 18 i 24, un 29,6% entre 25 i 44, un 27,9% de 45 a 60 i un 13,2% 65 anys o més.
L'edat mediana era de 39 anys. Per cada 100 dones de 18 o més anys hi havia 88,6 homes.
La renda mediana per habitatge era de 29.500 $ i la renda mediana per família de 35.250 $. Els homes tenien una renda mediana de 30.000 $ mentre que les dones 15.938 $. La renda per capita de la població era de 18.025 $. Entorn de l'11,4% de les famílies i el 18% de la població estaven per davall del llindar de pobresa.

## Poblacions més properes
El següent diagrama mostra les poblacions més properes.